# Буна (держава)
Буна (1600—1896) — держава в південній частині Західної Африки. Утворилася внаслідок міграції народів манде. Вважається першою централізованою державою в історії Кот-д'Івуару. Тривалий час воювала з сусідами за гегемонію в регіоні. Зрештою перетворилося на невеличку державу. 1896 року приєднано до колонії Французька Західна Африка.

## Історія
З XVI ст. племена лорон, що мали численні вождіства, були васалами держави Дагомба. Син володаря останньої Бункані підкорив великий район лорон і створив близько 1600 року власну державу, що отримала назву Буна. Користуючись родинними зв'язками по материнській лінії з вождями лорон, він об'єднав численні вождества. Разом з тим перевагу отримали дагомба.
Протягом XVII століття значно розширилося на північ, дійшовши володінь мосі, на захід, частково на південь. Було укладено союз про дружбу з державою Ашанті.
З початку XVIII ст. стикнулося з протистояння новоствореної держави народ аброн Г'янам. З цього часу відбувається ослабленням Буни. У середині того століття виникає інша потуга — держава Нафана, яку згодом змінила держава Кабадугу. Остання протягом 1-х половини XIX ст. постійно тиснула на Буну. На півдні відбуваються постійні конфлікти з вождествами Акан.
З 1880 року найбільше загрозу стала становити імперія Васулу, від якої Буна зазнав низки поразок до 1890 року. Водночас Франція встановила протекторат над більшістю держав мосі та їх сусідами. 1896 року визнала протектора Франції. Згодом володарі Буни прийняли титул короля. після здобуття Кот-д'Івуаром незалежності мають більш сакральне і церемоніальне значення. Сучасним королем Буни є Дж Аракороні II.

## Територія
Спочатку простягається між Чорною Вольтою на сході та Комое на заході, розшириться на півночі до Бобо-Діуласо, на заході до Марабадіаси та на сході до Боле (Гана). Основу населення складали малінке і куланго.

## Устрій
На чолі стояв янаа (володар). після смерті четвертого правителя Заварі, утворюється своєрідний «тріумвірат» між його синами: Гаго, Воко і Кунга. Ці троє синів утворили роди Гаго-Бобену, Піварі-Бобену і Кунга-Бобену, представники яких почергово обіймали трон. Володар спирався на раду провінційних вождів найбільших областей у складі 5 осіб.

## Економіка
Основу становили землеробство, тваринництво і торгівля. Вирощували бавовник, горіхи кеш'ю та ші, ямс, кукурудза, просо, сорго, низинний рис, квасоля та нере. Вирощували переважно велику рогату худобу. Були розвинені зовнішня та внутрішня торгівля, існували великі ринки та ярмарки в значних містах.
Також малися значні копальні, насамперед золота. Річки забезпечували населення рибою.

## Культура
Стала першим центром розповсюдження ісламу в регіоні. В містах розташовувалися коранічні школи. В результаті відбулося асиміляції племен лорон, що стали зватися куланго. Водночас зберігалися традиційні вірування.
Значного розвитку набуло танцювальне мистецтво. Існувало багато танців, присвячених певним подіям. Містичний і ритуальний танець коміан мали право виконувати лише спеціальні жреці.